# 安田成伸
安田成伸（やすだ しげのぶ、1970年9月11日 - ）は優企画に所属する日本の俳優。富山県出身。身長181cm。体重70kg。

## 人物
テレビドラマを中心に活躍する。富山県出身でブランド米「富富富」のCMに出演。中京大学体育学部卒のスポーツマン。テニスではインカレや国体に出場した事がある。
芸歴は中学生の時に芸能プロダクションに所属するが高校、大学とテニスに集中する為に休業、大学卒業時に役者復帰。大阪の芸能プロダクションに所属。テニスのコーチとしても活動し主に一般トーナメントに出場するプレーヤーを指導、多い時は週に30レッスンをこなし多くの実績も得ていた。
1995年に上京。

## 出演

### 近年の出演
- カルテット
- 監獄のお姫さま
- 下町ロケット
- ストロベリーナイト・サーガ